# Procampylaspis comorensis
Procampylaspis comorensis är en kräftdjursart som beskrevs av Michel Ledoyer 1988. Procampylaspis comorensis ingår i släktet Procampylaspis och familjen Nannastacidae.
Artens utbredningsområde är Moçambiquekanalen. Inga underarter finns listade i Catalogue of Life.